# عمر الغامدي
عمر الغامدي هو لاعب كرة قدم سعودي ولد في 11 أبريل 1979. لاعب وسط نادي الشباب والمنتخب السعودي يلعب بمركز المحور. كان أول ظهور له مع الهلال عام 1997.
و أول ظهور له مع المنتخب عام 2000م بكأس امم آسيا في لبنان، في عام 2010 م انتقل إلى نادي الشباب في صفقة تبادلية بين الناديين، تضمنت انتقال وليد الجيزاني للهلال والغامدي للشباب.

## انجازات وبطولات

### بطولات رسمية
- دوري زين السعودي 5

1998، 2002، 2005، 2008.2012
المركز الثاني : (4) 1997، 2006، 2007، 2009.
- كأس الملك 1

2014
- كأس السوبر السعودي 1

2014
- كأس ولي العهد 6

2000، 2003، 2005، 2006، 2008، 2009.
المركز الثاني: (1) 1998.
- كأس الاتحاد السعودي (كأس الأمير فيصل حاليًا): 3

2000، 2005، 2006.
المركز الثاني: (3) 2002، 2003، 2008.
- كأس المؤسس: 1

1999.
- بطولة آسيا للأندية (دوري أبطال آسيا حاليًا): 1

2000.
- كأس أبطال الكؤوس الآسيوي: 2

1997، 2002.
- كأس السوبر الآسيوي: 2

1997، 2000.
المركز الثاني: (1) 2002.
- كأس أبطال الكؤوس العربي: 1

2000.
- كأس السوبر العربي (بطولة النخبة العربية): 1

2001.
- كأس الأبطال الخليجي: 1

1998.
المركز الثاني: (1) 2000.

### بطولات ودية
- كأس السوبر السعودي-المصري: 1

كأس الملك 2001.
- كأس بطولة الصداقة الدولية: 2

1999، 2001.

## روابط خارجية
- عمر الغامدي على موقع قاعدة بيانات كرة القدم.إي يو (الإنجليزية)
- عمر الغامدي على موقع ناشيونال فوتبول تيمز (الإنجليزية)
- عمر الغامدي على موقع كووورة